# Shirō Sano
Shiro Sano (佐野史郎?, Sano Shirō; Yamanashi, 4 marzo 1955) è un attore e regista giapponese.
Sposato con l'attrice Maki Ishikawa, a partire dagli anni '70 inizia a fare teatro e a farsi conoscere nel mondo del cinema. Dalla metà degli anni '90 partecipa a vari dorama popolari affiancando giovani cantanti e attori idol dei Johnny's Jr.

## Vita
Nato nella prefettura di Yamanashi, Shiro è vissuto a Tokyo e Matsue, prima di tornare a Tokyo per entrare nella scuola d'arte. Si unì a diverse compagnie teatrali, tra cui Jōkyō Gekijō di Jurō Kara. Ha interpretato il suo primo ruolo da protagonista in un film in To Sleep di Sleeping per Kaizō Hayashi nel 1986, ma ha guadagnato la fama per aver interpretato il personaggio Fuyuhiko nel dramma televisivo Zutto Anata ga Suki datta nel 1992. Ha diretto il suo primo film, Karaoke, nel 1999.

## Filmografia

### Cinema
- 2020: Fukushima 50, regia di Setsurō Wakamatsu
- 2014: Idai Naru, Shurarabon - Tankuro Hinode (padre di Tanjuro)
- 2014: O ! Faza - Satoru (padre di Yukio)
- 2013: Miroku - il pittore errante T
- 2013: Bakushin: Nagasaki no Sora - Mamoruwa Kadota
- 2013: Ashita e no Tooka Kan - Takeshi Yamaguchi
- 2013: The Millennial Rapture | Sennen no Yuraku (2013) - Reina
- 2012: Utahime
- 2012: Kaizoku Sentai Gokaija Tai Uchu Keiji Gyaban Za Mubi - Weeval
- 2011: Mai Wei (2011) - padre di Tatsuo
- 2011: Hayabusa (film) - Koichi Kawabuchi
- 2011: Wasao - Shigeo padre di Naoko
- 2010: Reiruweizu: 49-sai de densha no untenshi ni natta otoko no monogatari
- 2010: Masakikuaraba
- 2009: 20th Century Boys 3: Redemption - Yanbo / Mabo (i due gemelli)
- 2009: Amalfi: megami no hōshū
- 2009: Miyoko asagaya kibun
- 2009: Romanshatachi
- 2009: The Code | Za kodo: Ango
- 2009: Shugo Tenshi | Guardian Angel
- 2009: The Glorious Team Batista 2 | General Rouge no Gaisen
- 2009: Dare mo mamotte kurenai
- 2008: Komori Seikatsu Kojo Club
- 2008: 20th Century Boys 1: Beginning of the End - Yanbo / Mabo (i gemelli)
- 2008: The Taste of Fish
- 2008: Gegege no Kitarô: Sennen noroi uta
- 2008: Sekai de Ichiban Utsukushii Yoru
- 2008: The glorious Team Batista no Eiko
- 2008: Jitsuroku Rengosekigun
- 2008: Perusona
- 2007: Tentei jimusho 5: Kain to Aberu
- 2006: Atagoal wa neko no mori (voce) - Ryukoma
- 2006: Oyayubi sagashi
- 2006: Kurai tokoro de machiawase
- 2005: Yougisha muroi shinji
- 2005: Tantei Jimusho 5: 5 Number de Yobareru Tanteitachi no Monogatari
- 2005: The Great Yokai War - Sata's Editor
- 2005: Inu no eiga - uncle
- 2005: Il Sole - The chamberlain
- 2004: Â! Ikkenya puroresu - Yamaji
- 2004: Godzilla: Final Wars - Assassin
- 2004: Infection - Kiyoshi Akai
- 2004: Perfect Education 6 - Shinichi Yamada
- 2003: Stay As You Are - short film
- 2003: Tenshi no kiba - Ashida
- 2002: Aiki - Video-ya no kyaku
- 2002: Shangri-La Kin'yu hametsu Nippon: Togenkyo no hito-bito
- 2002: Picaresque
- 2001: Princess Blade - Kidokoro
- 2001: Kewaishi - Kosuke Kitazawa
- 2001: Gojira, Mosura, Kingu Gidora: Daikaiju sokogeki - Haruki Kadokura (il boss di Yuri)
- 2001: Pokémon 4Ever - Predatore Mascherato/Vicious
- 1999: Gojira 2000 - Millennium - Prof. Shiro Miyasaka
- 1999: Karaoke
- 1997:  Cat's Ey
- Endless Waltz (1995) - Shoji Eda
- Burai heiya (1995) - Tadao
- Harukana jidai no kaidan o (1995) - Masaru
- Sharaku (1995) - Utamaro
- Rampo (1994) - Officer
- It's a Summer Vacation Everyday/Mainichi ga natsuyasumi (1994) - Nariyuki Rinkaiji
- Waga jinsei saiaku no toki (1994) - Masaru Kanno
- Kowagaru hitobito (1994) - Other man
- Niji no hashi (1993)
- Chigireta ai no satsujin (1993) - Tetsuro Muraki
- Haruka, nosutarujii (1993) - Tutor
- Gensen-Kan Shujin (1993)
- Seishun dendekedekedeke (1992) - Noritane Itoh
- Netorare Sosuke (1992) - Shinji
- Kurenai monogatari (1992) - Shunji Muroi
- Afureru Atsui Namida (1992) - Ryoichi Kokubu
- Heya (1992)
- Shimanto-gawa (1991)
- Bokura no nanoka-kan senso 2 (1991)
- Shiryo no wana 2: Hideki (1991) - Kurashi
- TVO (1991)
- Onna batoru koppu (1991)
- Ware ni utsu yoi ari (1990)
- Sayonara konnichiwa (1990)
- The Legend of Zipang | Jipangu (1990) - Bunshichi
- Nijisseiki shonen dokuhon (1989) - Hiroshi
- Violent Cop (1989) - Yoshinari
- Yume no matsuri (1989) - Yuzo Kishi
- Ni-ni-roku (1989) - Yasuhide Kurihara
- Lucky Sky Diamond (1989) - Doctor
- Ashita (1988) - Shoji Nakagawa/Yae's bridegroom
- Bokura no nanoka-kan senso (1988) - Yashiro
- Teito monogatari (1988) - Junichi Narumi
- Yume miruyoni nemuritai (1986) - Uotsuka

### Televisione
- 2014: Tokusou (WOWOW) - Norio Shinohara
- 2014: Maruho no Onna - Hoken Hanzai Chosain (TV Tokyo) - Shohei Todo
- 2014: Mozu 2 - Maboroshi no Tsubasa (WOWOW) - Kiyoharu Ikezawa
- 2014: Senryokugai Sosakan (NTV) - Yasuhiro Kobayakawa
- 2013: Pin to Kona (TBS) - Keisuke Chiba (ep.7,9)
- 2013: Dandarin Rodo Kijun Kantokukan (NTV) - Shigeo Manabe
- 2013: Soratobu Kouhoushitsu (TBS) - Koichi Takigawa (ep.3)
- 2013: Furueru Ushi (WOWOW) - Jiro Miyata
- 2013: Mierino Kashiwagi (TV Tokyo) - Sano
- 2013: Biblia koshodō no jiken techō (Fuji TV) - Ep.8, 10
- 2013: Rich Man, Poor Woman SP (Fuji TV)
- 2012: Tokyo Zenryoku Shojo (NTV, ep11)
- 2012: Makete, Katsu (NHK)
- 2012: Rich Man, Poor Woman (Fuji TV)
- 2012: Mirai Nikki: Another World (Fuji TV)
- 2012: Nazotoki wa Dinner no Ato de SP (Fuji TV)
- 2012: Bunshin (WOWOW)
- 2011: Mitsu no Aji ~A Taste Of Honey~ (Fuji TV)
- 2011: SP - Keishichou Keigoka (TV Asahi)
- 2011: Iryu Sosa (TV Asahi)
- 2011: Douki (WOWOW)
- 2011.  Deka Wanko (NTV)
- 2011: Fake Kyoto Bijutsu Jiken Emaki (NHK)
- 2010: Marks no Yama (WOWOW)
- 2010: Keizoku 2: SP (TBS, ep2)
- 2010: JOKER Yurusarezaru Sosakan (Fuji TV, ep9)
- 2010: Kasouken no Onna 2010 (TV Asahi, ep9)
- 2010: Hidarime Tantei Eye (NTV)
- 2009: Saka no Ue no Kumo (NHK)
- 2009: Gyoretsu no 48 Jikan (NHK)
- 2009: Toshi Densetsu Sepia Iceman (WOWOW)
- 2009. Kanryotachi no Natsu (TBS)
- 2009: Kaze ni Maiagaru Vinyl Sheet (NHK)
- 2009: Aishiteru (NTV)
- 2009: Daremo Mamorenai (Fuji TV)
- 2008: Seigi no mikata (NTV)
- 2008: Egao wo Kureta Kimi e (Fuji TV)
- 2008: Ten to Chi to (TV Asahi)
- 2007: Hitogata Nagashi (NHK)
- 2007: Jigoku no Sata mo Yome Shidai (TBS)
- 2007: Kuitan 2 (NTV)
- 2007: Osama no Shinzo (NTV)
- 2007: Tsubasa no oreta tenshitachi 2 (Fuji TV)
- 2007: Karei naru Ichizoku (TBS, ep1)
- 2006: Aibou 5 (TV Asahi, ep9)
- 2006: Triple Kitchen (TBS)
- 2006: PS Rashoumon (TV Asahi)
- Bengoshi no Kuzu (TBS, 2006, ep01 e 12)
- Yonimo Kimyona Monogatari Okusanyasan (2006)
- Yubisaki de Tsumugu Ai (Fuji TV, 2006)
- Kuitan (NTV, 2006)
- Satomi Hakkenden (TBS, 2006)
- Meitantei Akafuji Takashi (NHK, 2005)
- Onna no Ichidaiki: Setouchi Jakucho as Kusumoto (Fuji TV, 2005)
- Onna Keiji Mizuki (TV Asahi, 2005)
- Koi no Kara Sawagi Drama Special Love Stories II (NTV, 2005)
- Water Boys 2 (Fuji TV, 2004)
- Dollhouse (TBS, 2004)
- Vampire Host (TV Asahi, 2004)
- Dokushin 3 (TV Asahi, 2003)
- Kyohansha (NTV, 2003)
- Sky High (TV Asahi, 2003, ep8-10)
- Shoro Nagashi (NHK, 2002)
- Kaidan Hyaku Monogatari (Fuji TV, 2002, ep11)
- My Little Chef (TBS, 2002, ep5)
- Shiawase no Shippo (TBS, 2002)
- Trick 2 (TV Asahi, 2002, ep6-7)
- Kangei! Danjiki Goikkosama (NTV, 2001)
- Platonic Sex (Fuji TV, 2001)
- Style! (TV Asahi, 2000)
- Hyakunen no Monogatari (TBS, 2000, ep3)
- Food Fight (NTV, 2000)
- Peach na Kankei (NTV, 1999)
- Good News (TBS, 1999)
- Kimi to Ita Mirai no Tame ni (NTV, 1999)
- Mama Chari Deka (TBS, 1999)
- Koritsuku Natsu (NTV, 1998)
- Love and Peace (NTV, 1998)
- Aoi Tori (TBS, 1997)
- Glass no Kutsu (NTV, 1997)
- Gimu to Engi (TBS, 1996)
- Good Luck (NTV, 1996)
- Toumei Ningen (NTV, 1996)
- Sono Ki ni Naru Made (TBS, 1996)
- Chonan no Yome 2 (TBS, 1995)
- Sashow Taeko Saigo no Jiken (Fuji TV, 1995)
- Watashi no Unmei (TBS, 1994)
- Chonan no Yome (TBS, 1994)
- Hana no Ran (NHK, 1994)
- Dare ni mo Ienai (TBS, 1993)
- Double Kitchen (TBS, 1993)
- Zutto Anata ga Sukidatta (TBS, 1992)
- Tokyo Elevator Girl (TBS, 1992)

### Doppiaggio
- God Wars: Future Past (2017) - Narratore
- GeGeGe no Kitarō (1996-1998) - Vampiro Elite (ep. 57)